# Neominthopsis discalis
Neominthopsis discalis är en tvåvingeart som beskrevs av Townsend 1915. Neominthopsis discalis ingår i släktet Neominthopsis och familjen parasitflugor.
Artens utbredningsområde är Peru. Inga underarter finns listade i Catalogue of Life.